# الجدیده، حماة
الجدیده (به عربی: الجدیدة) یک روستا در سوریه است که در ناحیه صبوره واقع شده‌است. الجدیده ۱۷۷ نفر جمعیت دارد.